# De legende van Yggdrasil
De legende van Yggdrasil is een stripalbum uit 1981 en het zevende deel uit de stripreeks Storm, getekend door Don Lawrence naar een scenario van Kelvin Gosnell.
Het verhaal speelt in het toekomstige Australië maar lijkt geïnspireerd door de geschiedenis van dit land: het land wordt door oorlogszuchtige barbaren veroverd op de oorspronkelijke bewoners en hun intelligente dinosauriërs, waarbij de invallende barbaren de laatste als schadelijk ongedierte beschouwen en uitroeien. Hun hoofdstad is toevalligerwijs Sydney, een van de centra van waar de Britse kolonisatie van Australië begon.

## Verhaallijn
Na de overwinning op de Azuriërs behandelen de nieuwe machthebbers Storm als een soort mascotte of levend icoon. Hij krijgt hier al snel genoeg van en besluit om terug te keren naar de grote rode vlek in een poging om terug te keren naar zijn eigen tijd. Samen met Roodhaar komt hij echter opnieuw vele miljoenen jaren later in het Australië van de toekomst terecht.
De aarde blijkt bewoond te worden door intelligente dinosauriërs die ooit met behulp van een tijdmachine naar de toekomst werden getransporteerd. De eigenaars van de tijdmachine waren een oude vredelievende beschaving, die zich zo wilden verweren tegen barbaarse invallers. De beschaving migreerde uiteindelijk naar Antarctica omdat ze niet constant in oorlog wilden leven, en ook de intelligente dinosauriërs vertrokken. Een deel van hen bleef in Australië waar ze langzaam maar zeker worden uitgeroeid door de barbaren, met name wanneer deze modernere techniek ontwikkelen. Storm sluit vriendschap met hun leider Wag-Nar wanneer zijn komst voorspeld is door de voorspelling van Yggrasil.
Met een teleporter in het wrak van een sterrenschip weten Storm, Roodhaar en de dinosauriërs zichzelf naar Sydney te teleporteren, waar Yggdrasil moet zijn, de legendarische tyrannosaurus-stamvader van de intelligente dinosauriërs. De groep wordt verraden door de priester en gevangengenomen door de barbaren, maar weten met Wag-Nars embleem te ontsnappen naar het geheime laboratorium. Daar vinden ze de Yggdrasil, een wilde tyrannosaurus waarvan genetisch materiaal is gebruikt voor het kweken van intelligente dinosauriërs. De verraderlijke priester leidt de barbaren naar het laboratorium, en in de schermutseling die volgt valt de priester op het paneel waardoor het krachtveld om de Yggdrasil wordt opgeheven en het beest ontwaakt. De barbaren vluchten en Wag-Nar weet het beest te doden, ten koste van zijn eigen leven. Met behulp van het embleem activeert Storm een energiebrug naar Antarctica, en hij en Roodhaar nemen afscheid van de dinosauriërs.
Storm en Roodhaar trekken richting Antarctica in de hoop daar de tijdmachine te vinden.